# Olivier Megaton
Olivier Megaton nascido Olivier Fontana (6 de agosto de 1965) é um cineasta e roteirista francês.
Dirigiu os filmes Transporter 3, Colombiana e Taken 2.